# ローマ帝国の滅亡
『ローマ帝国の滅亡』（ローマていこくのめつぼう、原題：The Fall of the Roman Empire）は、1964年の叙事詩的アメリカ映画。

## 概要
大作歴史劇『エル・シド』(1961)に続き、製作者のサミュエル・ブロンストンと監督のアンソニー・マンが組んだ、古代ローマ帝国を舞台にしたスペクタクル歴史超大作映画。同じ題材で『グラディエーター』があるが、この映画はその先駆けとも言える作品。
ディミトリ・ティオムキンが作曲を手がけ、総勢130人という空前絶後のオーケストラ編成で演奏された、壮大な劇伴音楽が評価を得た。ゴールデングローブ音楽賞を受賞。

## あらすじ
領土を拡大するローマ帝国も五賢帝時代には拡張の限界を迎えざるを得なくなった。蛮族ゲルマニアと東ペルシャはいまだローマに屈してはいなかった。
病床のアウレリウス帝は後継者の選定に悩んでいた。息子のコンモドゥスはあまりに暗愚であり、有能な軍団指揮官リヴィウスに禅譲する以外ないと考えるようになった。属領総督、従属してる諸国王らをあつめた会議では、帝国内外の融和を説く。しかしながら、後継者を指名する以前にアウレリウス帝は盲目の侍従クレアンデルによって暗殺され、慣習によってコンモドゥスが帝位を継承することになり、リヴィウスは最高司令官に指名される。
先帝の愛娘ルシラはアルメニアがローマ帝国とペルシャの架け橋とする政略のために同国に嫁ぐことを強いられた。苛斂誅求を強いるローマに対し蛮族のババリアはローマに侵攻を開始しようとしたが、哲学者ティモニデスの説得で一度は何とか思いとどまり、捕虜となって首都ローマに。元老院ではコンモドゥスの意をうけたババリアを殲滅すべしとする元老院議員と、融和すべきだというリヴィウスが演説で対決し、リヴィウスが支持され融和策が実行される。
一方、東方ではコンモドゥスの重税に耐えかねた属領・諸王国が反乱を起こす。リヴィウスの軍団は東方に向かい、ペルシャと連合した反乱軍をユーフラテス川を挟んでこれを撃滅し、反乱側だったルシラの夫のアルメニア王も戦死した。そこにリヴィウスを皇帝とし帝国を共同統治しようというコンモドゥスの使者がやってくるがリヴィウスは拒否して、首都ローマに向けて進軍する。
首都ローマでは東方からの食料供給が途絶え、疫病も蔓延していたところ、ババリアから救援の手が差し伸べられる。コンモドゥスは逆にババリアを襲わせ、虐殺し、蛮行の限りを尽くし、一緒にいた哲学者ティモニデスも殺される。怒ったルシラは弟を暗殺しようと宮殿に潜入し、そこで会った剣闘士ヴェルルスに暗殺を頼むが「息子を殺すことはできない」と断られる。それを聞いていたコンモドゥスは激怒し、「おまえは私の息子なのだ」と直接言ったヴェルルスを自らの剣で刺し殺す。
リヴィウスは軍団をローマ郊外に留め、ひとりで首都ローマに潜入して説得しようとするが、元老院はコンモドゥスを称賛するばかりでリヴィウスの軍団も買収され、リヴィウスもルシラも囚われの身となる。
コンモドゥスは皇帝そして神となった自分を祝う祭りでババリア人捕虜と一緒にルシラとリヴィウスの処刑を決意したが、寛大にもリヴィウスに自分との決闘の機会を与えた。これが裏目に出てリヴィウスが勝ち、コンモドゥスは死ぬ。リヴィウスは焚刑に処されようとしていたルシラを救出するが、ババリア人は火に巻かれローマ帝国に対する復讐を誓いながら息絶える。元老院議員はリヴィウスを皇帝に推戴しようとするが拒否される。皇帝の地位をめぐって金銭を釣り上げようとする軍人と議員のやりとりをよそに、リヴィウスはルシラの手を取り物語は終焉を迎える。

## スタッフ
- 監督：アンソニー・マン
- 脚本：ベン・バーズマン、バジリオ・フランキーナ、フィリップ・ヨーダン
- 撮影：ロバート・クラスカー
- 音楽：ディミトリ・ティオムキン

## キャスト
| 役名                   | 俳優                     | 日本語吹替 | 備考                                                 |
| ---------------------- | ------------------------ | ---------- | ---------------------------------------------------- |
| ルシラ                 | ソフィア・ローレン       | 此島愛子   | アウレリウス帝の娘。                                 |
| ガイアス・リヴィウス   | スティーヴン・ボイド     | 中田浩二   | ローマ軍指揮官。ルシラと愛し合う仲。                 |
| マルクス・アウレリウス | アレック・ギネス         |            | ローマ皇帝。死期が近い。                             |
| ティモニデス           | ジェームズ・メイソン     |            | 哲人。ギリシャ出身の元奴隷。アウレリウス帝の側近。   |
| コンモドゥス           | クリストファー・プラマー |            | アウレリウス帝の息子。リヴィウスとは兄弟同然の親友。 |
| ヴェルルス             | アンソニー・クエイル     |            | コンモドゥスの部下。元剣闘士。                       |
| クレアンデル           | メル・フェラー           |            | アウレリウス帝の盲目の侍従。                         |
| ソハマス               | オマル・シャリーフ       |            | アルメニア国王。ルシラとの政略結婚を受け入れる。     |
| ユリアヌス             | エリック・ポーター       |            |                                                      |
| ナイジェル             | ダグラス・ウィルマー     |            |                                                      |
| クラウディウス         | ピーター・デーモン       |            |                                                      |
| ポリビオス             | アンドリュー・キア       |            |                                                      |
| ヴィクトリヌス         | ジョージ・マーセル       |            |                                                      |
| バロマー               | ジョン・アイアランド     |            | 蛮族の族長。                                         |

- 放送日：1979年1月1日、TBS「迎春特別映画劇場」

配役不明：青野武

## 音楽
映画の公開に合わせて、コロンビア・レコードからサウンドトラック・アルバムがリリースされた。第22回ゴールデングローブ賞作曲賞受賞。

## 史実との違い
史実では病死となっているアウレリウス帝がクリアンダー（クレアンデル）によって暗殺されたことになっている。
映画では、コンモドゥスが父帝アウレリウスの実子ではなく、母ファウスティナが愛人の元剣闘士との間に生んだ子であるとの脚色が加えられている。
ルシラ（ルキッラ）は、史実ではコンモドゥス帝の10歳以上離れた既婚の姉（父アウレリウス帝と共同皇帝だったルキウス・ウェルスの未亡人、クラウディス・ポンペイウスの妻）であるが、映画ではそこまでの年齢差のない未婚女性として描かれ、アルメニア国王との政略結婚のエピソードが加えられている。またコンモドゥス帝の暗殺未遂事件は、史実では姉ルキッラが当時の夫ポンペイウスを帝位に付かせるために計画し、愛人に実行を命じた事件であるが、映画では義憤にかられたルキッラが自らの手で弟を殺そうとしている。ルキッラは史実では弟コンモドゥスの暗殺未遂後にカプリ島に流されて亡くなっているが、映画では流されることなく、コンモドゥスの死後も生き続けている（史実では、コンモドゥスが死んだのは姉の死から10年後）。
コンモドゥスは、史実では10年以上帝位にいた後に重臣らによって暗殺されているが、映画ではそこまで在位しておらず、姉ルキッラによる暗殺未遂事件の直後に元親友の軍指揮官との決闘に負けて死んでいる。